# Photon (Zeitschrift)
Photon – Das Solarstrom-Magazin (Eigenschreibweise: PHOTON) war bis Februar 2024 eine deutschsprachige Fachzeitschrift über Photovoltaik.
Photon richtet sich sowohl an Privatpersonen, die eine eigene Solarstromanlage betreiben oder bauen wollen, als auch an Firmen und Investoren, die sich mit der Entwicklung im Photovoltaikmarkt beschäftigen. Für Installateure erschien ab Mitte 2009 monatlich der Ableger Photon Profi, der inzwischen wieder eingestellt wurde.

## Geschichte
Die erste Ausgabe erschien im Februar 1996 und hatte eine Druckauflage von 10.000 Exemplaren. Im dritten Quartal 2012 erschien Photon in einer Auflage von 46.594 Exemplaren, davon etwa 12.000 Abonnenten. Neue durch IVW-Prüfung belegte Daten zu Auflage und Abonnentenzahl sind nicht verfügbar. Die IVW schreibt in der Titelanzeige zu der Zeitschrift, dass Photon zum 4. Quartal 2018 vom IVW-Verwaltungsrat wegen wiederholten Verstoßes gegen Satzung und Richtlinien der IVW ausgeschlossen wurde.
Die Herausgabe der spanischen, der US-amerikanischen, der französischen und der chinesischen Ausgabe wurde eingestellt. Ebenso nicht mehr erscheint das für Handwerker konzipierte Magazin Photon Profi. Aktuell erscheint noch die deutsche, die internationale und – nur als PDF – die italienische Ausgabe. Seit 2007 erscheint das Magazin immer wieder verspätet. Bis heute gibt es dazu eine Diskussion auf dem Photovoltaikforum.
Die publizistische Arbeit der Photon-Gruppe wird von dem PhotonWatch-Blog begleitet. Auf der Website ist die jüngere Geschichte der Herausgeber der Zeitschrift nachvollziehbar. Es gibt eine Diskussion, mit welcher Motivation dieser Blog erstellt wurde.

## Auszeichnungen und Preise
- 1997 – Deutscher Solarpreis[6]
- 2001 – Karl-Theodor-Vogel-Preis für Technikpublizistik[7]
- 2002 – Stromerzählerpreis der NaturEnergie AG[7]
- 2003 – Stromerzählerpreis der NaturEnergie AG[7]
- 2007 – Medienpreis der Deutschen Umwelthilfe[8]